# 히가시후시미노미야 요리히토 친왕

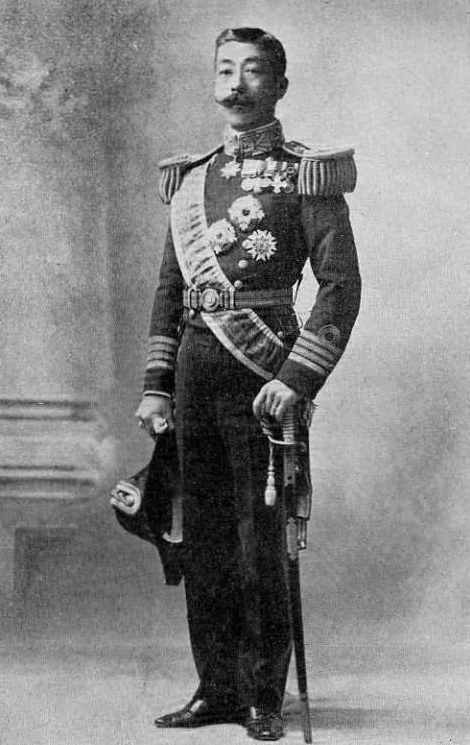
히가시후시미노미야 요리히토 친왕

히가시후시미노미야 요리히토 친왕(일본어: 東伏見宮依仁親王, 1867년 10월 16일 ~ 1922년 6월 27일)은 일본의 황족이다. 일본 제국 해군 군인으로서 최종 계급은 원수, 해군 제독이다. 관위는 대훈위, 공3급.
후시미노미야 구니이에 친왕의 제17왕자이며 요리히토 친왕비는 공작 이와쿠라 도모사다의 장녀 가네코(周子, 이와쿠라 도모미의 손녀)이다.
가네코와의 혼인 이전에 도사 번주 야마우치 도요시게의 3녀 야에코(八重子)와 혼인하였지만 이혼하여 야에코는 자작 아키모토 오키토모와 재혼하였다.